# Földes
Földes är en mindre stad i Ungern med 3 767 invånare (2019).

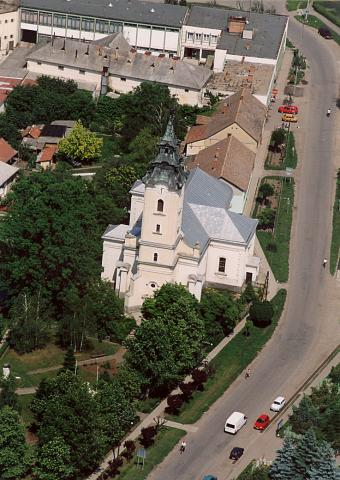
Reformerta kyrkan.